# Фёдоров, Иван Филиппович
 Иван Филиппович Фёдоров  (27 января 1917 года, Днепропетровск — 1988) — русский поэт, член Союза писателей СССР с 1962 года.

## Биография
Иван Филиппович Фёдоров родился 27 января 1917 года в городе Днепропетровске (Украина). Но все основные события его жизни прошли на Дону. В Ростове Иван вместе с родителями и братьями жил в большом доме на левом берегу Дона. В 1938 году окончил Ростовский учительский институт. Работал в областной молодёжной газете «Большевистская смена», а затем был призван в армию.
В годы Великой Отечественной войны И. Ф. Фёдоров прошёл путь от солдата до офицера. Он закончил Пензенское миномётное училище, сражался на Московском, Ленинградском и 1-м Украинском фронтах.
После окончания войны Иван Фёдоров вернулся в родной Ростов, а затем последовал переезд в Калининградскую область, где Фёдоров работал корреспондентом редакции союзной информации ТАСС по Советскому району. В конце 1940-х годов вернулся в Ростовскую область, работал в Матвеево-Курганском районе в редакции газеты «За сталинский урожай».
В 1950-е годы И. Ф. Фёдоров переехал в хутор Весёлый.
В 1965 году окончил Высшие литературные курсы в Москве при Союзе писателей СССР.

## Творчество
Первые стихи Ивана Фёдорова были опубликованы в «Правде», «Комсомольской правде», в дивизионных, армейских и фронтовых газетах, в альманахе, в сборниках «Фронтовая лирика» (1943), «Донские стихи» (1945), «Лирические строки» (1947).
В Ростовском книжном издательстве выходили сборники стихотворений И. Ф. Фёдорова: «Заря над Доном» (1958), «Ручей» (1963), «Тетива» (1966), «Донщина светлая моя» (1977).
В его сборник «Тетива» (1966) включены стихи разных лет. Героем сборника является «сеятель и хранитель». Свое слово Иван Фёдоров ведет через родное донское поле, через радости и беды его тружеников. Лирический герой поэта не оторван от истории и природы, а сливается с ними в одно целое.
Пробовал свои силы поэт и в прозе. Им написаны и опубликованы в периодической печати рассказы «Гриша», «Обида матери», «Доброе имя», «Подкова», «Вишенка», «Обида», «Одержимый» и другие.
Поэзия и проза И. Ф. Фёдорова тесно связаны с донским краем.

## Награды
- Орден Красной Звезды

- Другие медали

## Произведения И. Ф. Фёдорова
Отдельные издания
- Фронтовая лирика. — Пенза, 1943.

- Донские стихи. — Ростов/Д., 1945.

- Лирические строки. — Пенза, 1947.

- Заря над Доном. — Ростов/Д., 1958.

- Ручей. — Ростов/Д., 1963.

- Тетива. — Ростов/Д., 1966.

- Стихи. — Ростов/Д., 1968.

- Донщина светлая моя. — Ростов/Д., 1977.

## Публикации в периодических изданиях
- Фёдоров, И. Русской женщине // За орошаемое земледелие. — 1955. — 8 марта. — С. 2.

- Фёдоров, И. Весна // За орошаемое земледелие. — 1955. — 10 апр. — С. 4.

- Фёдоров, И. Слово молодого избирателя // За орошаемое земледелие. — 1957. — 3 марта. — С. 4.

- Фёдоров, И., муз. А. Бочкарёва. За рекой игривою // За орошаемое земледелие. — 1958. — 23 марта. — С. 2.

- Фёдоров, И. Из новой книги // За орошаемое земледелие. — 1958. — 5 мая. — С. 2.

- Фёдоров, И. Два стихотворения // За орошаемое земледелие. — 1958. — 4 июня. — С. 2.

- Фёдоров, И. Заря над Доном // За орошаемое земледелие. — 1958. — 11 июля. — С. 2.

- Фёдоров, И. По дорогам фронтовым… // Светлый путь. — 1975. — 2 мая. — С. 3.

- Фёдоров, И. Мёртвые не молчат // Светлый путь. — 1978. — 4 марта. — С. 3.

- Фёдоров, И. … Это было в огне атак // Зори Маныча. — 1984. — 8 мая. — С. 2.

- Фёдоров, И. Из солдатской сумки полевой // Зори Маныча. — 1986. — 22 февр. — С. 4.

- Фёдоров, И. Каналы // Зори Маныча. — 1986. — 7 нояб. — С. 4.

- Савченко, Р. Юбилейный вечер Ивана Фёдорова // Зори Маныча. — 1987. — 18 апр. — С. 4.

- Фёдоров, И. Курган // Зори Маныча. — 1988. — 9 мая. — С. 4.

- Фёдоров, И. Памяти Думенко и других // Зори Маныча. — 1988. — 13 авг. — С. 1.

- Фёдоров Иван Филиппович: Некролог // Зори Маныча. — 1988. — 11 окт. — С. 4

- Фёдоров, И. Хутор Весёлый: Стихи // Весёловский вестник. — 2000. — 11 авг. — С. 5.

- Дегтярёва, О. Мой хутор Весёлый — трудяга!: 27 января исполнилось 85 лет со дня рождения поэта И. Ф. Фёдорова // Весёловский вестник. — 2002. — 31 янв. — С. 1.

- Памяти Ивана Филипповича Фёдорова: Страница подготовлена работниками Центральной библиотеки // Весёловский вестник. — 2002. — 7 февр. — С. 6.

- Фёдоров, И. Материнская слеза: Стихи // Весёловский вестник. — 2004. — 5 мая. — С. 5.

- Поэт в России больше, чем поэт…: Весёлый посетила дочь поэта Л. Фёдорова // Весёловский вестник. — 2004. — 2 сент. — С. 2.

- Вспоминая Ивана Фёдорова: Весёловская Межпоселенческая центральная библиотека провела «Фёдоровские чтения», посвящённые 95-летию со дня рождения поэта, члена Союза писателей СССР // Зори Маныча. — 2012. — 23 февр. — С. 2